# گنج شایگان (کتاب ریاض همدانی)
گنج شایگان عنوان کتابی است  نوشته میرزا جعفر ریاض همدانی ، اثری به نثر و نظم فارسی است که در سال ۱۲۶۷ ه.ق. نوشته شده است.
ریاض همدانی این اثر را به تقلید از گلستان سعدی و در پنج باب با نام های در معارف یزدانی، در مراسم جهانبانی، در ترک شناعت، در برگ قناعت و در آداب موافقت و ادای حق مرافقت به وجود آورد. از ویژگی های این اثر وجود ابیات فارسی و عربی در بین حکایات است.

## نمونه ای از نثر گنج شایگان
زهی بخشنده بی منت و بخشاینده بی ظنت  عمّ نواله که ذات بی زوالش جهان را کرانه  هستی است و شکرانه نوالش جهانیان را ترانه مستی. در طی مراحل سپاسش هر دم قدمی است و در ثبت دلایل پاسش هر ثمره قلمی. جزر و مدّ آن ممدِّ بقا و رتق و فتق این معدِّ لقا.  آن را در هر¬گام کامی است و این را در هر جنبش آرامی. نکو بنگر که پیکر وجود سراپا غرق دریای¬جود اوست و هر موجود جبین فرسای سجود او. کریمه « ما مِن شیء الّا عِندنا خَزآئِنَه» بدان گواهی دهد و یتیمه « واِن مِن شیءٍ الّا یُسبِّح بحمده» از این آگاهی. لیکن هر دهان را زبانی است و هر زبان را بیانی « کلّ یعمل علی شاکلته»
| ببند گوش هوس پس بگوش هوش نیوش |  | که ساکنان اقالیم انفس و آفاق |
| یسبّحون له بالغدوّ و الآصال     |  | و یسجدون له بالعشیّ و الاشراق |

بی نسیمِ تقویتش از خاکِ چمن گلی ندمد و بی شمیم تربیتش در مغاک دمن سنبلی نچمد برق مکرمتش ژاله از سحاب ریزد و سحاب مرحمتش لاله از سراب انگیزد...